# Leptogenys modiglianii
Leptogenys modiglianii é uma espécie de formiga do gênero Leptogenys, pertencente à subfamília Ponerinae. É nativa da Indonésia.